# Richard Frommel
Richard Julius Ernst Frommel (ur. 16 lipca 1854 w Augsburgu, zm. 6 kwietnia 1912 w Monachium) – niemiecki lekarz położnik i ginekolog.
Studiował na Uniwersytecie w Würzburgu, doktorem nauk medycznych został w 1877 roku. Następnie praktykował w Wiedniu, Berlinie i Monachium. W Berlinie był asystentem Karla Ludwiga Ernsta Schroedera. W latach 1887–1901 dyrektor kliniki ginekologii i położnictwa na Uniwersytecie w Erlangen. W 1901 w wieku 46 lat, z nieznanych względów, porzucił zawód lekarza.
Frommel jako jeden z pierwszych podejmował próby leczenia ciąży pozamacicznej. Opracował technikę chirurgiczną stosowaną celem zmiany ustawienia macicy znajdującej się w tyłozgięciu przez skrócenie więzadeł maciczno-krzyżowych. Razem z Johannem Chiarim opisał zespół, znany dziś jako zespół Chiariego-Frommela.